# Односи Србије и Боливије
Односи Србије и Боливије су инострани односи Републике Србије и Вишенационалне Државе Боливије. Билатерални односи су традиционално добри и пријатељски, без отворених питања. У политичком смислу били су одређеним заједничким чланством у Покрету несврстаних. Постоји интерес за унапређење политичког дијалога и сарадње у области економије, инфраструктуре, пољопривреде.
Последњих година реализован је низ сусрета на нивоу министарстава спољних послова две државе на маргинама међународних и регионалних скупова.

## Билатерални односи
Дипломатски односи са Боливијом су успостављени 1952. године. Први потпредседник Владе и министар спољних послова Републике Србије, Ивица Дачић, сусрео се са председником Вишенационалне Државе Боливије, Њ. Е. Евом Моралесом, током самита Покрета несврстаних земаља на острву Маргарита, Венецуела, септембра 2016. године. Бивши МСП И. Мркић је у оквиру делегације Републике Србије предвођене тадашњим председником Томиславом Николићем присуствовао Самиту Заједнице Латинске Америке и Кариба (СЕЛАК) - ЕУ у Сантјагу, јануара 2013. године, којом приликом је остварен сусрет са Моралесом.

## Економски односи
У периоду јануар-септембар 2016. године забележен је извоз у вредности од 116.000,00 евра и увоз у вредности од 381.000,00 евра. У периоду од јануара до октобра 2015. остварен је извоз од 215 хиљада долара и увоз од 838 хиљаде долара. У 2014. вредност увоза износила је 454 хиљаде евра, а извоза 64 хиљаде евра, а у 2013. г. увоз је износио 402.000 долара, док извоз није остварен. У 2018. вредност увоза износила је 511 хиљада долара, а извоза 108 хиљада долара. Извоз Србије у Боливију износио је 504,66 хиљада долара током 2021, према бази података Уједињених нација. Увоз Србије из Боливије износио је 1,06 милиона долара током 2021.
Амбасада Републике Србије у Буенос Ајресу покрива Вишенационалну Државу Боливију на нерезиденцијалној основи. Амбасада Вишенационалне Државе Боливије у Риму која нерезидентно покрива Републику Србију.

## Став о Косову
У фебруару 2008. боливијски председник Ево Моралес одбио је да призна независност Косова и упоредио је косовске сепаратисте са лидерима четири источне боливијске државе који су тражили већу аутономију од савезне владе. На саслушању 4. децембра 2009. у МСП, боливијска делегација је рекла да је Косово саставни део Србије, да Република Косово не постоји и да „једнострано проглашење независности не може променити међународни режим успостављен резолуцијом СБ УН , или одлучити о исходу преговора“.
Боливија је гласала против пријема Косова у Унеско 2015.

## Односи Боливије и Југославије
Односи између Боливије и Југославије били су историјски спољни односи између Боливије и сада подељене Социјалистичке Федеративне Републике Југославије, чији је Република Србија била члан. Односи су успостављани и развијани у контексту југословенске несврстане политике током Хладног рата у коме је Југославија сарађивала са земљама изван источног и западног блока. Боливија је била једно од одредишта јужнословенске (посебно хрватске) имиграције са антагонистичким ставом многих емигрантских заједница према земљи порекла.
Боливија је учествовала на Конференцији несврстаних у Београду 1961. године као држава посматрач коју је представљала министарка образовања Фелма Валорде. Током посете Југославији, министар иностраних послова Боливије потписао је Конвенцију о културној сарадњи, док је 1962. године министар спољних послова Југославије Коча Поповић посетио Боливију и потписао проширену верзију конвенције. Председник Југославије Јосип Броз Тито је 1963. организовао једномесечну (18. септембар-17. октобар) јужноамеричку турнеју током које је посетио Бразил, Чиле, Боливију, Перу и Мексико.

## Дипломатски представници

### У Београду
- Ектор Феруфино, амбасадор
- Фидел Караско, амбасадор
- Хорхе К.П. дел Кастиљо, амбасадор
- Раул Госалвез, амбасадор

### У Ла Пазу
- Александар Демајо, амбасадор, 1979. - 1982.
- Исток Жагар, амбасадор, 1974. - 1978.
- Реџај Сурои, амбасадор, 1971. - 1974.
- Лука Беламарић, амбасадор, 1967. - 1971.
- Јозо Бачић, амбасадор, 1965. -
- Коле Чашуле, амбасадор, 1963. - 1965.